# Dirichletia somaliensis
Dirichletia somaliensis là một loài thực vật có hoa trong họ Thiến thảo. Loài này được (Puff) Kårehed & B.Bremer mô tả khoa học đầu tiên năm 2007.